# Спарре, Юсефина
Юсефина Спарре (швед. Josephine Sophie Anette Charlotte Sparre af Söfdeborg, 28 июля 1829 — 17 августа 1892) — шведская дворянка, фрейлина, любовница короля Швеции Карла XV.

## Биография
Юсефина Спарре родилась в Дюрендале (Норвегия) в 1829 г. Она была дочерью камергера полковника Юхана Александра Артемиса Спарре и норвежки Софии Аделаиды Розалии Анкер. Юсефина приходилась сестрой политическому деятелю Нильсу Густаву Александру Спарре и племянницей министру юстиции Густаву Спарре.
Юсефина Спарре в 1851—1859 гг. была фрейлиной (Hovfröken) кронпринцессы Швеции и жены Карла XV Луизе Нидерландской, затем в 1859—1862 гг. её личной горничной (Kammarfröken) и в 1864—1871 гг. горничной опочивальни (Statsfru). Говорили, что она имела настолько большое влияние на принцессу, что ещё надо было уточнить, кто кому приходился фрейлиной.
Несмотря на то, что Луиза любила своего мужа, он считал её непривлекательной и имел одновременно несколько любовниц: Сигрид Спарре, Лауру Бергнер, Ханну Стюрелл, Элису Хвассер. В период 1852—1860 гг. список любовниц короля пополнила и Юсефина Спарре. Шведский художник Фриц фон Дардель так отзывался о Юсефине Спарре:
Дама, о которой идет речь, является большой фавориткой кронпринца, а также и кронпринцессы, и она полностью управляет ими обоими их повседневной жизни. Одаренная необычным талантом угождать и делать себя незаменимой, она сумела в странной степени завладеть наследным принцем
Симпатии шведского общества были на стороне кронпринцессы Луизы, которая делала вид, что не замечает отношений Карла XV с фрейлиной. Юсефина стала непопулярной при королевском дворе, поскольку не скрывала отношений с королём и повсюду открыто следовала за ним.
Юсефина имела несколько романов, в том числе и с министром иностранных дел Оскаром Бьёрншерной, но прекратила с ним отношения в 1856 г., поскольку не пожелала расставаться с кронпринцем и королевским двором. Когда в 1860 г. Карл XV завёл себе другую любовницу, Ханну Стюрелл, два года спустя Юсефина Спарре вышла замуж за премьер-министра Норвегии Бредо Станга в присутствии королевской пары.
В 1864 г. Юсефина вернулась в королевский двор и служила Луизе фрейлиной до самой её смерти в 1871 г. Сама Юсефина пережила королеву на два десятилетия и скончалась в 1892 г.